# 43. ceremonia wręczenia Złotych Globów
Złote Globy za rok 1985 przyznano 24 stycznia 1986 r. w Beverly Hilton Hotel w Los Angeles.

Nagroda im. Cecila DeMille za całokształt twórczości otrzymała Barbara Stanwyck.

Laureaci:

## Kino

### Najlepszy dramat
Pożegnanie z Afryką, reż. Sydney Pollack

nominacje:
- Kolor purpury, reż. Steven Spielberg
- Pocałunek kobiety pająka, reż. Héctor Babenco
- Uciekający pociąg, reż. Andriej Konczałowski
- Świadek, reż. Peter Weir

### Najlepsza komedia/musical
Honor Prizzich, reż. John Huston

nominacje:
- Powrót do przyszłości, reż. Robert Zemeckis
- Chór, reż. Richard Attenborough
- Kokon, reż. Ron Howard
- Purpurowa róża z Kairu, reż. Woody Allen

### Najlepszy aktor dramatyczny
Jon Voight – Uciekający pociąg

nominacje:
- William Hurt – Pocałunek kobiety pająka
- Raúl Juliá – Pocałunek kobiety pająka
- Gene Hackman – Dwa razy w życiu
- Harrison Ford – Świadek

### Najlepsza aktorka dramatyczna
Whoopi Goldberg – Kolor purpury

nominacje:
- Anne Bancroft – Tajemnica klasztoru Marii Magdaleny
- Cher – Maska
- Meryl Streep – Pożegnanie z Afryką
- Geraldine Page – Podróż do Bountiful

### Najlepszy aktor w komedii/musicalu
Jack Nicholson – Honor Prizzich

nominacje:
- Griffin Dunne – Po godzinach
- Michael J. Fox – Powrót do przyszłości
- James Garner – Romans Murphy’ego
- Jeff Daniels – Purpurowa róża z Kairu

### Najlepsza aktorka w komedii/musicalu
Kathleen Turner – Honor Prizzich

nominacje:
- Rosanna Arquette – Rozpaczliwie poszukując Susan
- Glenn Close – Maxie
- Sally Field – Romans Murphy’ego
- Mia Farrow – Purpurowa róża z Kairu

### Najlepszy aktor drugoplanowy
Klaus Maria Brandauer – Pożegnanie z Afryką

nominacje:
- Eric Stoltz – Maska
- Joel Grey – Remo: Nieuzbrojony i niebezpieczny
- Eric Roberts – Uciekający pociąg
- John Lone – Rok smoka

### Najlepsza aktorka drugoplanowa
Meg Tilly – Tajemnica klasztoru Marii Magdaleny

nominacje:
- Oprah Winfrey – Kolor purpury
- Sônia Braga – Pocałunek kobiety pająka
- Anjelica Huston – Honor Prizzich
- Amy Madigan – Dwa razy w życiu
- Kelly McGillis – Świadek

### Najlepsza reżyseria
John Huston – Honor Prizzich

nominacje:
- Richard Attenborough – Chór
- Steven Spielberg – Kolor purpury
- Sydney Pollack – Pożegnanie z Afryką
- Peter Weir – Świadek

### Najlepszy scenariusz
Woody Allen – Purpurowa róża z Kairu

nominacje:
- Bob Gale i Robert Zemeckis – Powrót do przyszłości
- Kurt Luedtke – Pożegnanie z Afryki
- Janet Roach i Richard Condon – Honor Prizzich
- William Kelley i Earl W. Wallace – Świadek

### Najlepsza muzyka
John Barry – Pożegnanie z Afryką

nominacje:
- Quincy Jones – Kolor purpury
- Michel Colombier – Białe noce
- Maurice Jarre – Świadek
- David Mansfield – Rok smoka

### Najlepsza piosenka
„Say You, Say Me” – Białe noce – muzyka i słowa: Lionel Richie

nominacje:
- „The Power of Love” – Powrót do przyszłości – muzyka: Johnny Colla, Chris Hayes; słowa: Huey Lewis
- „Rhythm of the Night” – Ostatnie wejście smoka – muzyka i słowa: Diane Warren
- „We Don't Need Another Hero” – Mad Max pod Kopułą Gromu – muzyka i słowa: Terry Britten, Graham Lyle
- „A View to a Kill” – Zabójczy widok – muzyka i słowa: John Barry, Duran Duran

### Najlepszy film zagraniczny
Wersja oficjalna, reż. Luis Puenzo (Argentyna)

nominacje:
- Pułkownik Redl, reż. István Szabó (Węgry)
- Ojciec w podróży służbowej, reż. Emir Kusturica (Jugosławia)
- Ran, reż. Akira Kurosawa (Japonia)
- Rok spokojnego słońca, reż. Krzysztof Zanussi